# タリアメント川
タリアメント川（タリアメントがわ、イタリア語: Tagliamento）は、イタリア共和国北東部を流れる河川。アルプス山脈に端を発し、アドリア海へと注いでいる。

## 概要
フリウリ＝ヴェネツィア・ジュリア州とヴェネト州との間に位置するマウリア峠 (it:Passo della Mauria) に端を発する。上流部はウーディネ県（フリウリ＝ヴェネツィア・ジュリア州）北西部のカルニア地方を流れる。中流部は網状流路をなしており、中流から下流にかけてはウーディネ県とポルデノーネ県（フリウリ＝ヴェネツィア・ジュリア州）の境界となっている。下流部はウーディネ県とヴェネツィア県（ヴェネト州）の境界を流れており、アドリア海のヴェネツィア湾に注ぐ。
流域面積は 2,916 km²、流域人口は約16万5000人。カルニア地方とその他のフリウリ地方の山岳部のほぼすべての川がタリアメント川の水系であり、ウーディネ県の面積の86.5%が流域に含まれる。川沿いの主要な町としては、トルメッツォ、ジェモーナ・デル・フリウーリ、サン・ダニエーレ・デル・フリウーリ、スピリンベルゴ、カザルサ・デッラ・デリーツィア、コドローイポ、サン・ヴィート・アル・タリアメントなどがあり、河口部にはラティザーナ、サン・ミケーレ・アル・タリアメントの街がある。

## 名称
タリアメント川（Tagliamento）は、イタリア語による名称である。
フリウーリ地方で話されているフリウリ語では、Tilimentという名称が標準的に用いられる。フリウリ語の諸方言では、Taiament、Tilimint、Tiument、Timent、Tuement などとも呼ばれる。
ヴェネト州で話されるヴェネト語ではTajamento、イタリア北東部でも話されるスロベニア語ではTilmentと呼ばれる。ラテン語では、Tiliaventum、または、Taliamentumと呼ばれた。また、中世においてはドイツ語でDülmendeと呼ばれていた。

## 流路

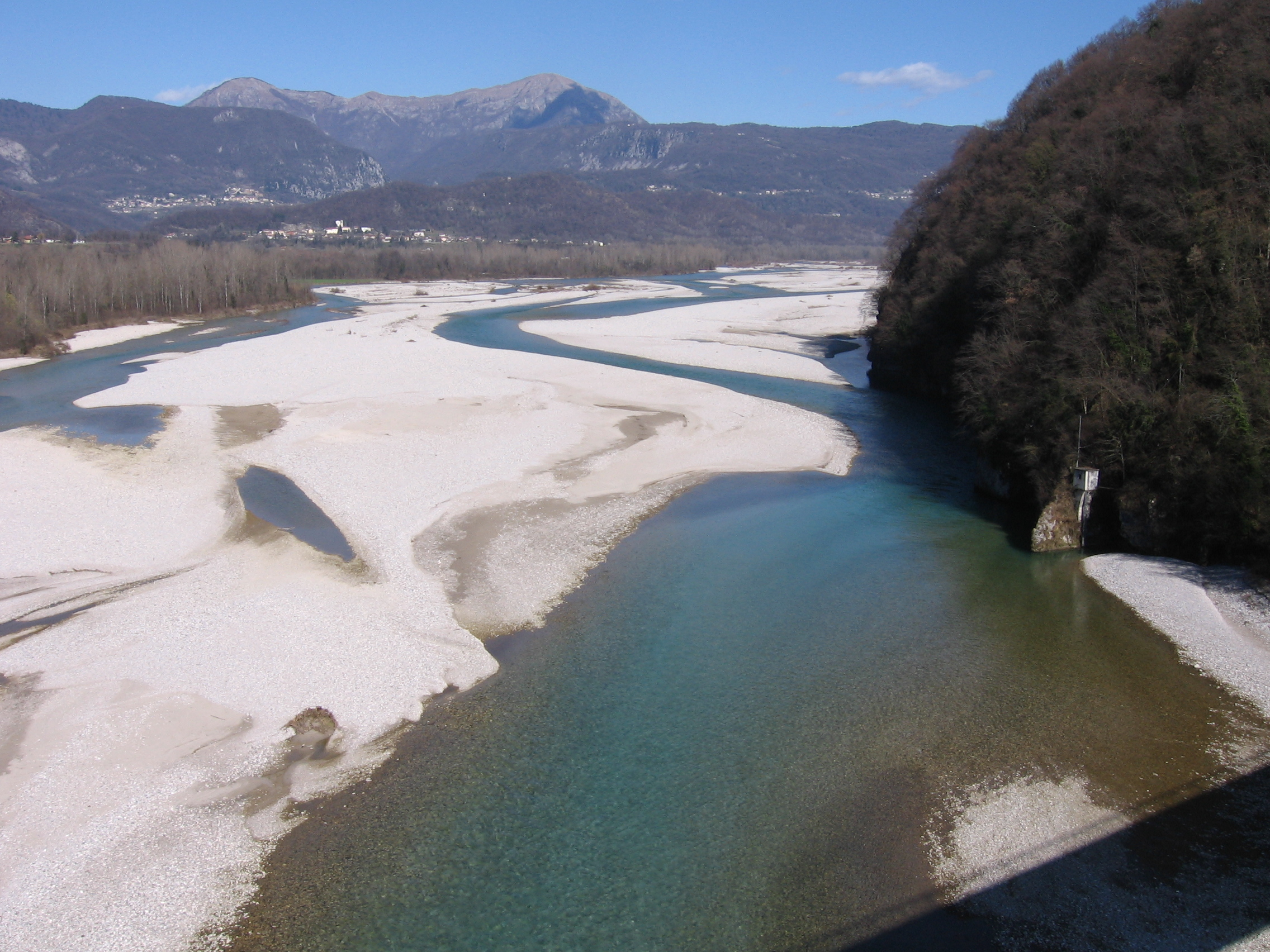
ピンツァーノを流れるタリアメント川

タリアメント川の源流は、マウリア峠（おおよそ北緯46度27分16秒、東経12度30分40秒付近に存在する、標高1298mの峠）付近、標高1195mの地点である。この地点はベッルーノ県（ヴェネト州）に属するロレンツァーゴ・ディ・カドーレの域内であるが、フォルニ・ディ・ソプラ（ウーディネ県）との境界線のすぐ北西に当たる。ここから流れ出したタリアメント川の上流部は、カルニック・アルプス山脈（イタリアとオーストリアとの国境となっている）と平行に西から東に流路を取り、ウーディネ県北西部のカルニア地方を流れる。最初に出会う主要な支流はルミエイ川で、水源から26kmの地点で左岸から合流する。
川の流れは、ピンツァーノ・アル・タリアメントを通過すると南に向きを変え、平坦な地形の中で網状流路となって川幅を広げる。スピリンベルゴ付近ではその幅は3kmに達し、多くの分流をなす。この部分の河床は砂利が多く、しかも透水性が高いため、ここでほとんどの河川水が伏流水となってしまう。
コドローイポやカザルサ・デッラ・デリーツィア付近で、伏流していた水は再び地上に湧き出し、川は元通りの流量に回復するが、河幅は約180mほどまで狭まる。リニャーノ・サッビアドーロ（ウーディネ県）とサン・ミケーレ・アル・タリアメント（ヴェネツィア県）の間でヴェネツィア湾へと注いでいる。源流から河口までの距離は約178kmである。

## 流域のコムーネ
- カザルサ・デッラ・デリーツィア - フリウリ＝ヴェネツィア・ジュリア州、ポルデノーネ県に所属。
- コドローイポ - フリウリ＝ヴェネツィア・ジュリア州、ウーディネ県に所属。
- サン・ダニエーレ・デル・フリウーリ - フリウリ＝ヴェネツィア・ジュリア州、ウーディネ県に所属。
- サン・ヴィート・アル・タリアメント - フリウリ＝ヴェネツィア・ジュリア州、ポルデノーネ県に所属。
- サン・ミケーレ・アル・タリアメント - ヴェネト州、ヴェネツィア県に所属。
- ジェモーナ・デル・フリウーリ - フリウリ＝ヴェネツィア・ジュリア州、ウーディネ県に所属。
- スピリンベルゴ - フリウリ＝ヴェネツィア・ジュリア州、ポルデノーネ県に所属。
- トルメッツォ - フリウリ＝ヴェネツィア・ジュリア州、ウーディネ県に所属。
- ピンツァーノ・アル・タリアメント - フリウリ＝ヴェネツィア・ジュリア州、ポルデノーネ県に所属。
- ラティザーナ - フリウリ＝ヴェネツィア・ジュリア州、ウーディネ県に所属。